# Palácio da Brejoeira
O Palácio da Brejoeira localiza-se na freguesia de Pinheiros, na vila e município de Monção, distrito de Viana do Castelo, em Portugal.
A seis quilómetros a sul de Monção, inscreve-se em uma vasta propriedade rural, dividida entre 18 hectares de vinha, oito de bosque e três de jardim. Este sumptuoso palácio constitui-se num expoente das moradias fidalgas no país.
O Palácio da Brejoeira está classificado como Monumento Nacional desde 1910.

## História
Foi erguido nos primeiros anos do século XIX, tendo as obras se prolongado até 1834. Embora não haja provas evidentes sobre quem foi o autor de seu projeto, este tem sido atribuído a Carlos Amarante, à época, um dos mais importantes arquitetos em atividade no norte do país, havendo ainda quem defenda que o arquiteto possa ter sido José da Costa e Silva, o autor do projeto do Palácio da Ajuda, em Lisboa, atendendo às semelhanças entre os dois palácios.
Pertenceu inicialmente a Luís Pereira Velho de Moscoso, nascido em 29 de novembro de 1767 e casado com Maria Cleófa Pereira Caldas, de Badim. O palacete existente no Largo do Caldas em Lisboa era propriedade da família. Luís de Moscoso foi fidalgo da casa real o que lhe permitiu obter a autorização do rei D.João VI para a construção do palácio. Com o falecimento de Luís de Moscoso em 1837 as obras prosseguiram sob a direção do seu segundo filho, Simão Pereira Velho de Moscoso (1805-1881), e estima-se que terão custado cerca de 400 contos de réis. Este morreu sem descendência. Por falta de parentes próximos, o palácio foi herdado pela família Caldas de Lisboa. Seguem-se tempos de abandono e degradação.
Por volta de 1901, o palácio foi vendido em hasta pública a Pedro Maria da Fonseca Araújo (1862-1922), presidente da Associação Comercial do Porto, que lhe realizou amplas obras de restauro, projetadas pelo arquiteto Ventura Terra. O imóvel foi enriquecido com um teatro e um jardim de inverno, as paredes do átrio e da escadaria foram revestidas com azulejos, os jardins e o bosque foram reformados, além da construção de um lago. As obras nos jardins e diferentes zonas da quinta foram levadas a cabo pelo horticultor e jardineiro portuense Jacinto de Matos.
Em 23 de junho de 1910 foi classificado como Monumento Nacional.
Em 1937, o edifício foi vendido ao comendador Francisco de Oliveira Paes, um importante industrial de Lisboa, que o oferece à sua única filha, Maria Hermínia de Oliveira Paes, aquando dos seus 18 anos. Após a falência de Dona Hermínia Paes o Palácio foi à praça e foi adquirido pelo seu companheiro Feliciano dos Anjos Pereira que fez construir uma moderna adega e, em 1976, lançou no mercado, com grande sucesso, uma marca própria, o vinho Alvarinho "Palácio da Brejoeira".
Maria Hermínia d’Oliveira Paes residiu na área privada do Palácio até à data do seu falecimento, que ocorreu a 30 de dezembro de 2015.
O palácio pertenceu à sociedade anónima Palácio da Brejoeira - Viticultores, S.A. criada em 1999 pela última proprietária que era detido em partes iguais pelos herdeios de Feliciano dos Anjos Pereira e pelos herdeiros de Maria Herminia Paes.
Em 11 de julho de 2010 o palácio abriu ao público com visitas guiadas.
Em Abril de 2025, o palácio e a quinta foram comprados pela família Mirpuri, dona da companhia de aviação Hi Fly.

## Características
Construído em estilo neoclássico e com uma planta em forma de "L", apresenta no entanto ornatos de estilo rococó. As suas quatro fachadas são limitadas por três torreões que acrescentam uma presença distintiva e que recorda o Palácio Nacional da Ajuda, em Lisboa. O corpo central é quase totalmente revestido a granito e apresenta ao centro um portal alargado e feito saliente dos corpos laterais, este corpo central é ainda coroado pelo brasão de armas familiar entre duas balaustradas. No corpo perpendicular à fachada nobre a decoração torna-se mais severa, não quebrando, no entanto, a harmonia do conjunto.
No seu interior conserva as salas com interesse, nas quais a decoração é neoclássica, destacando-se os faustosos salões com pinturas (entre as quais um retrato de D. João VI resguardado por um dossel com sanefas e cortinas laterais), frescos e distinta decoração.
À entrada, grande escadaria nobre, lançada de um espaçoso átrio. Nas paredes painéis de azulejo de Jorge Pinto, executados já no século XX, como aliás muitas das obras e alterações que se efetuaram no início deste século. Possui ainda uma capela e um teatro, este último de forte influência classicista, marcado pelo uso de colunas caneladas. O pano de fundo cénico apresenta uma perspetiva da fachada do Palácio da Brejoeira, sendo ladeado por rompimentos vegetalistas. Existe uma estufa num semi-círculo de vidro e ferro, acessível através de um patamar da escadaria nobre.
Está rodeado de frondosa mata e encantadores jardins com magnólias e japoneiras.

## Galeria

Galeria
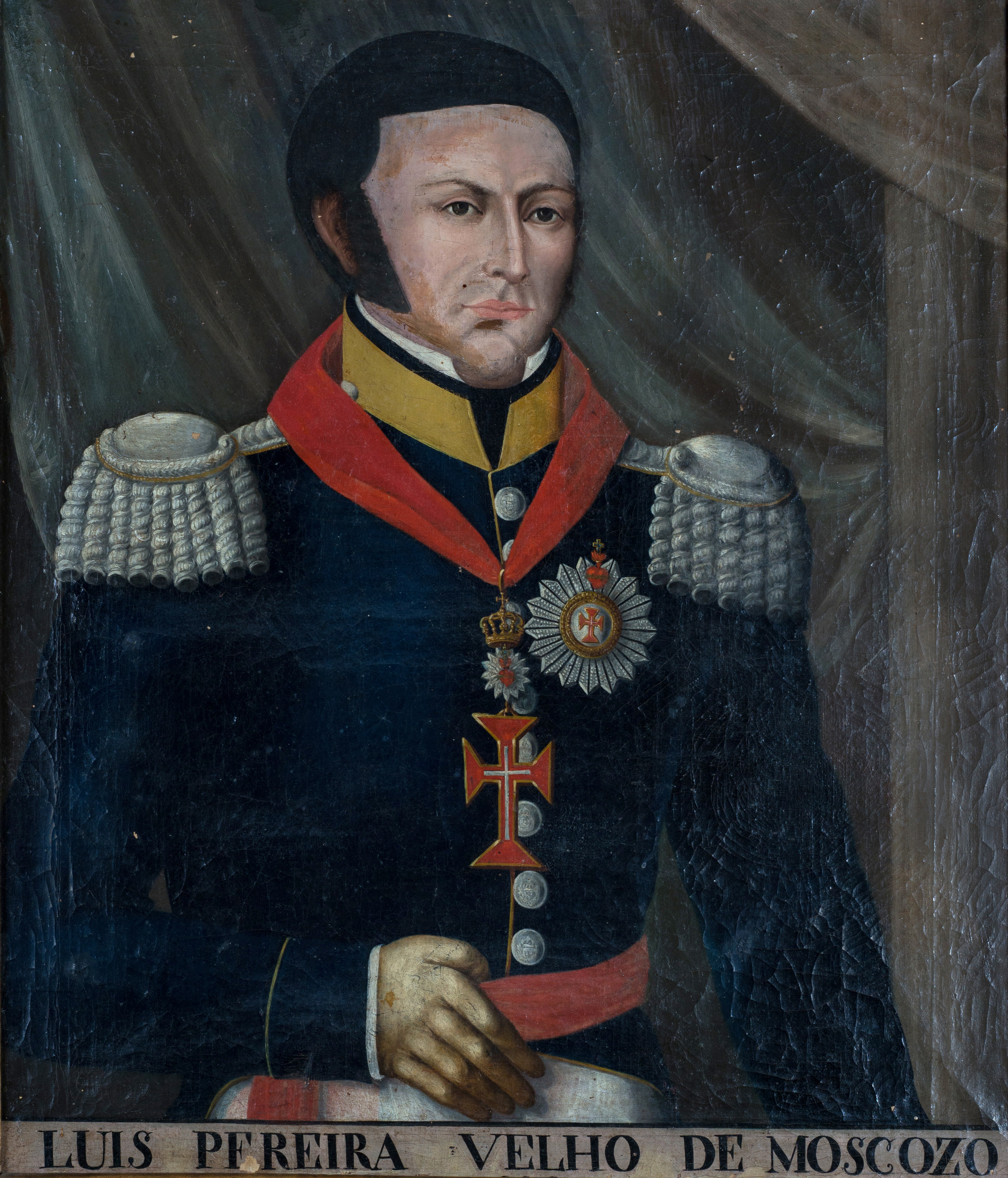
Luís Pereira Velho de Moscoso (1767–1837)
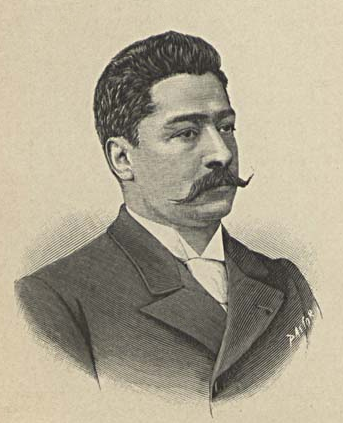
Pedro Maria da Fonseca Araújo (1862–1922)
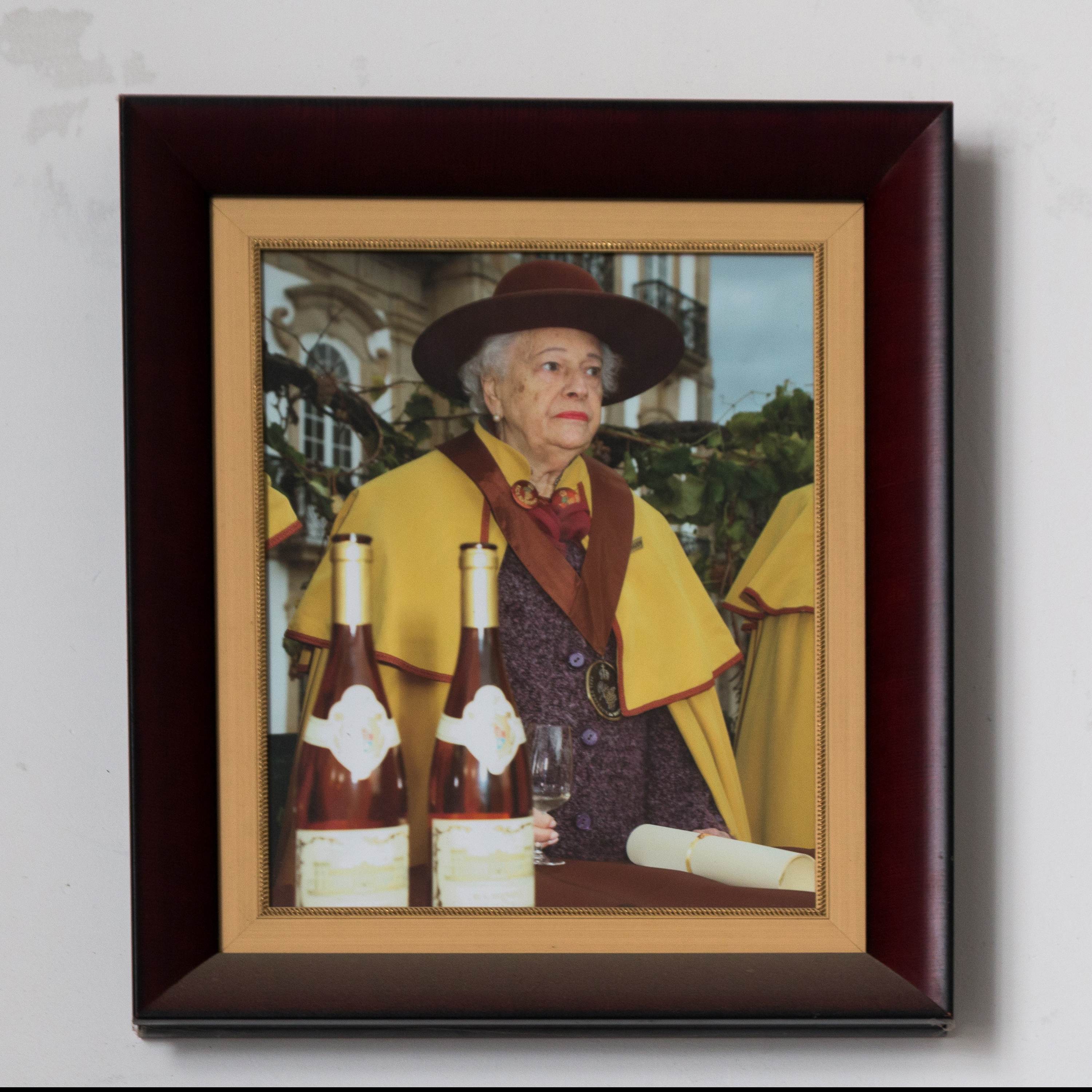
Maria Hermínia de Oliveira Paes (1918–2015)
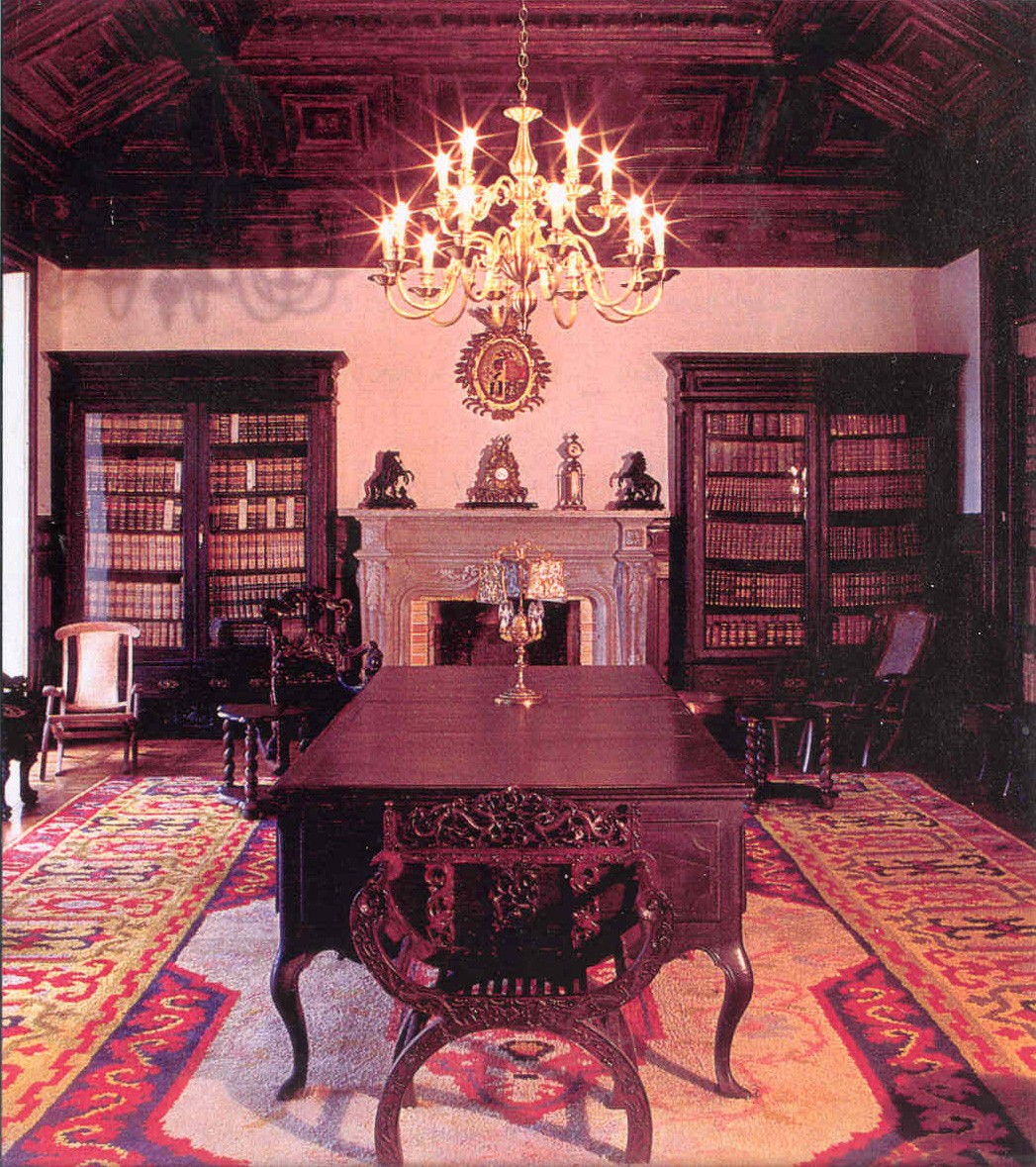
Biblioteca
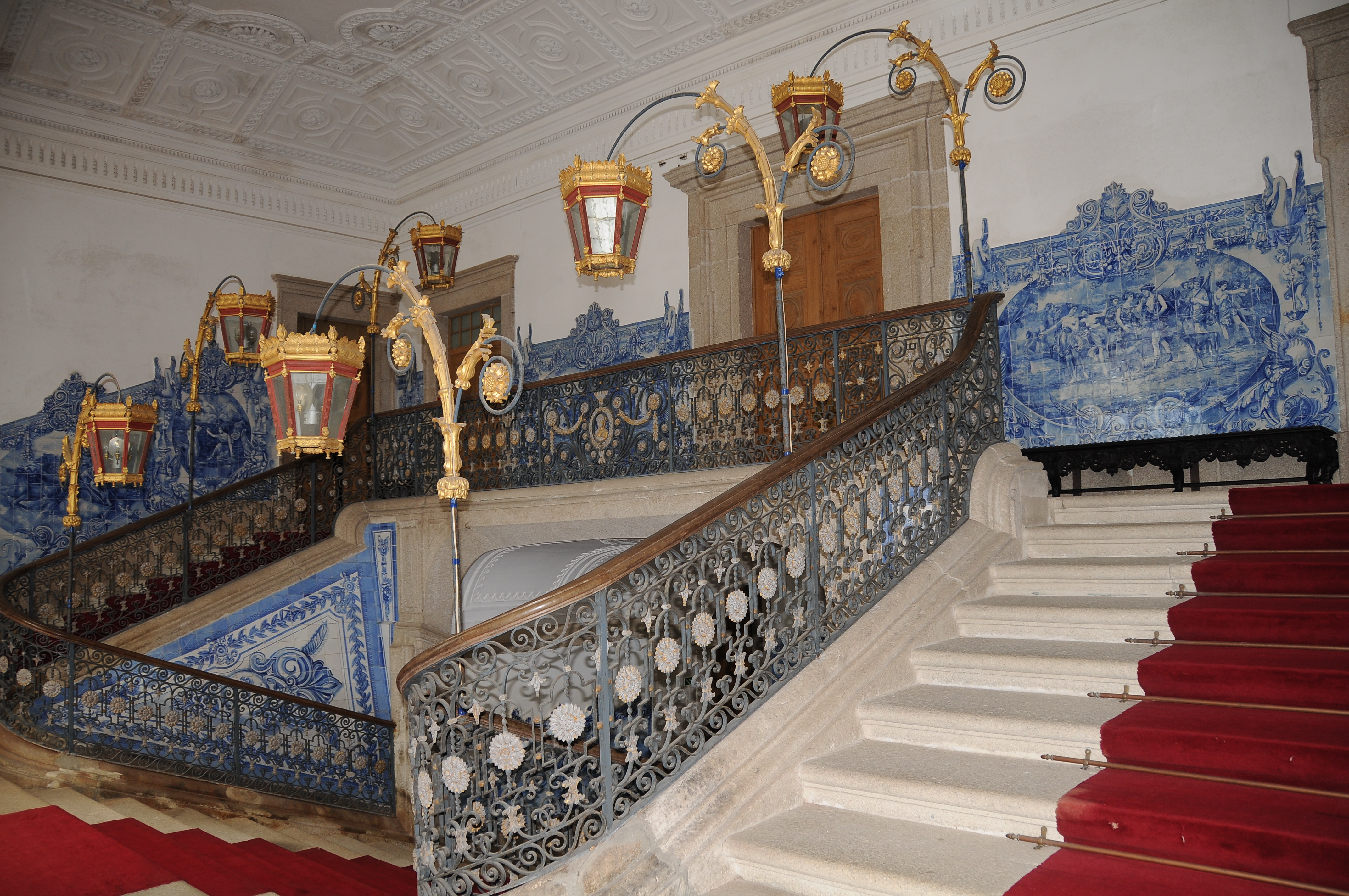
Escadaria nobre
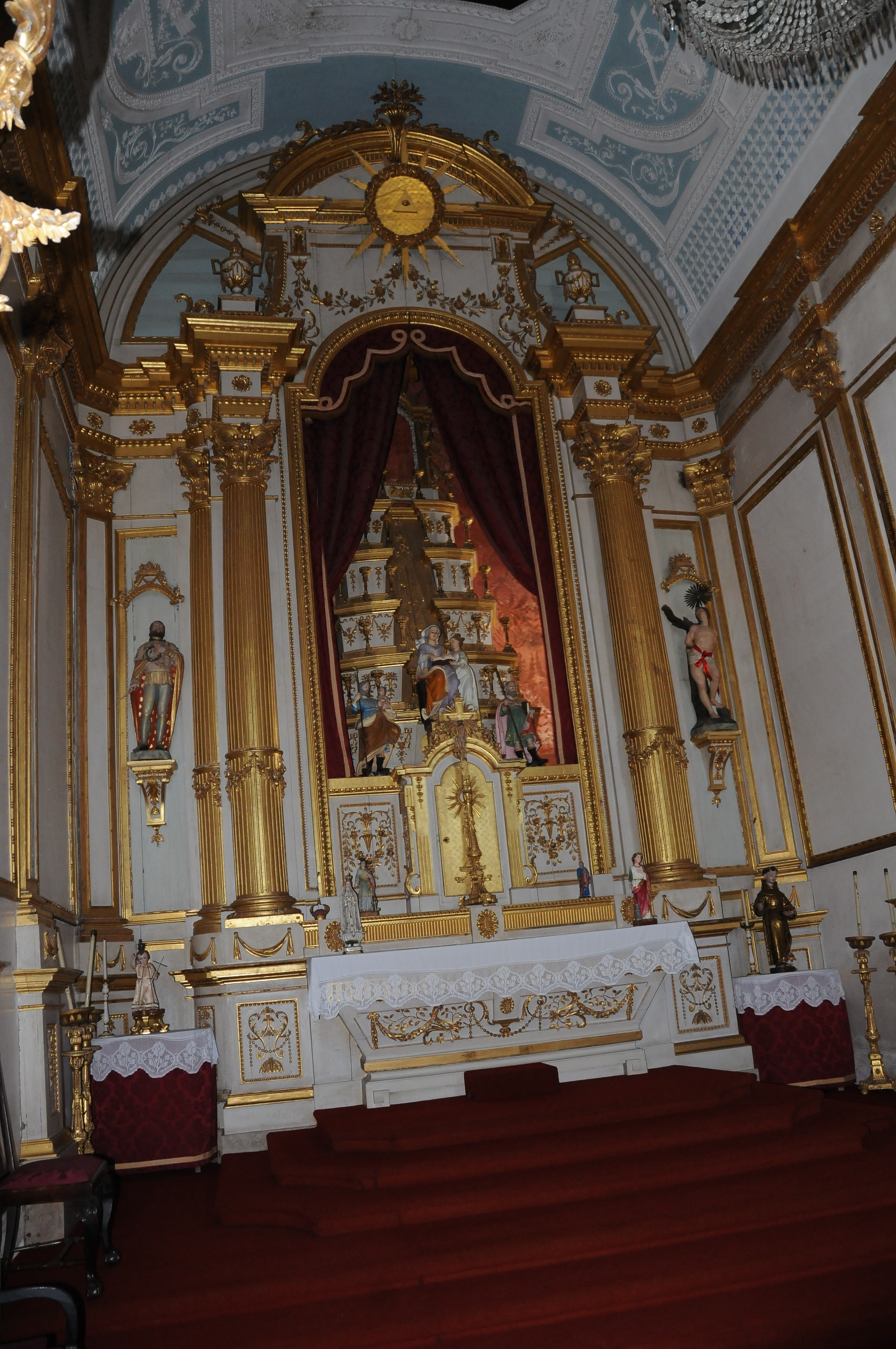
Altar da Capela